# Ерік Янг (футболіст, 1960)
Ерік Янг (англ. Eric Young, нар. 25 березня 1960, Сінгапур) — валлійський футболіст, що грав на позиції центрального захисника, зокрема за «Крістал Пелес», а також національну збірну Уельсу.

## Клубна кар'єра
У дорослому футболі дебютував наприкінці 1970-х виступами у шостому англійському дивізіоні за «Саутол» і «Слау Таун». 
1982 року приєднався до команди «Брайтон енд Гоув», на той час одного за аутсайдерів елітного дивізіону країни. За рік команда вибула до другого дивізіону, де Янг захищав її кольори ще протягом чотирьох сезонів. Згодом у 1987–1990 роках грав за вищоліговий «Вімблдон», допомігши команді у розіграші 1987/88 здобути Кубок Англії.
1990 року приєднався до лав «Крістал Пелеса», з яким у першому ж сезоні здобув «бронзу» англійської футбольної першості. Утім згодом результати команди щороку погіршувалися, а сезон 1993/94 вона взагалі проводила у другому дивізіоні, щоправда відразу ж повернувшись до еліти.
Влітку 1995 року досвідчений захисник приєднався до друголігового «Вулвергемптон Вондерерз», де провів наступні два сезони. У другій половині 1990-х навчався на бухгалтера, паралельно граючи за нижчолігові «Енфілд» і «Егам Таун».

## Виступи за збірну
Як громадянин Великої Британії, що народився за кордоном (у Сінгапурі) мав право грати за збірну будь-якої з чотирьох британських країн. 
У травні 1990 року 30-річний на той час захисник погодився захищати кольори Уельсу, хоча не мав там жодних родинних зв'язків, і дебютував в офіційних матчах за національну збірну Уельсу.
Загалом протягом шестирічної кар'єри в національній команді провів у її формі 21 матч, забивши 1 гол.

## Титули і досягнення
- Володар Кубка Англії з футболу (1):

«Вімблдон»: 1987-1988